# Festival internazionale del giornalismo
Il festival internazionale del giornalismo, noto anche come International Journalism Festival (IJF), è un evento culturale dedicato al giornalismo, che si svolge a Perugia, con cadenza annuale, nel mese di aprile.
Si concretizza in un programma di incontri, dibattiti, interviste, presentazioni di libri, mostre, e workshop, che riuniscono il mondo del giornalismo, dei media, della comunicazione e della cultura. Tutte le iniziative sono a ingresso gratuito.

## Contesto

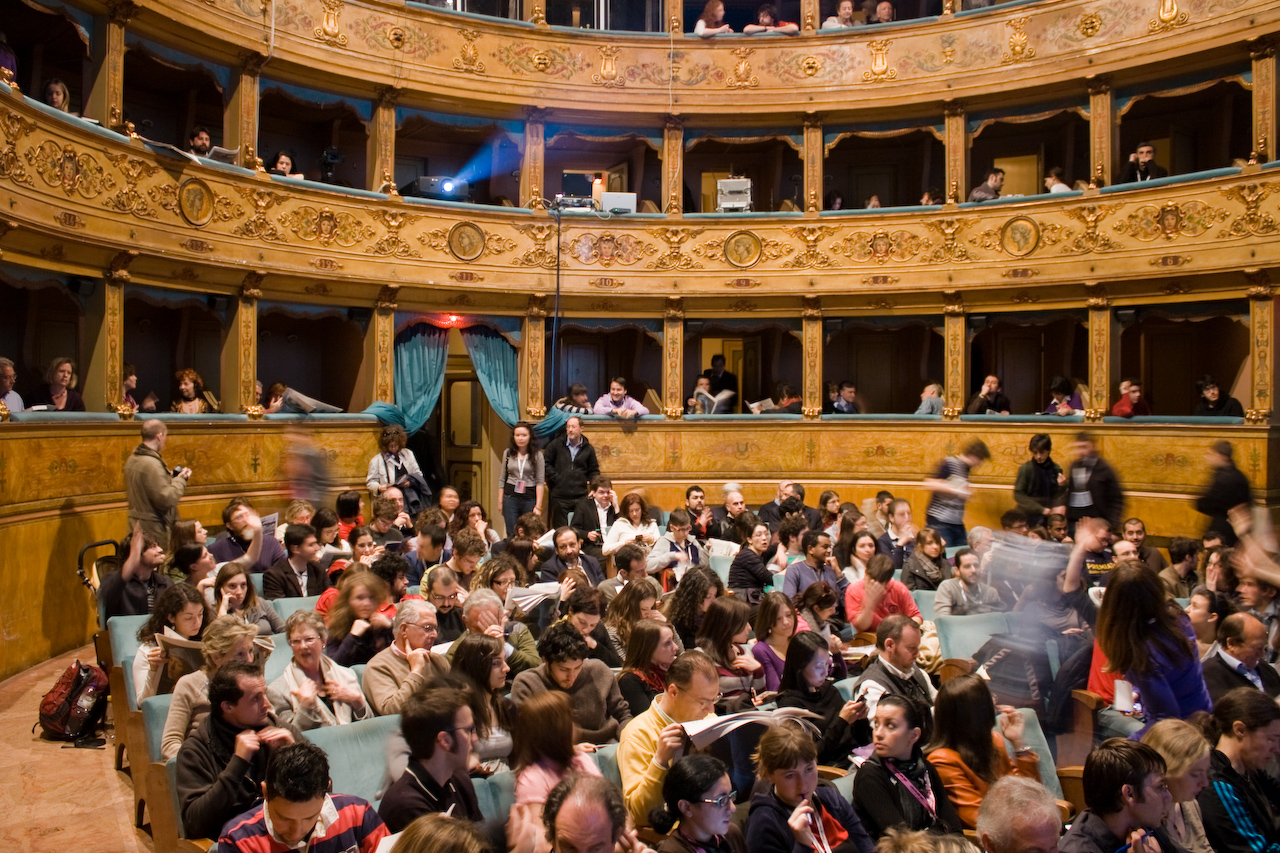
Proiezione video all'interno del Teatro del Pavone, 2009.

Il Festival internazionale del giornalismo nasce nel 2006 a Perugia per iniziativa di Arianna Ciccone e Christopher Potter, con lo scopo di parlare di giornalismo, informazione, libertà di stampa e democrazia.
Il modello è innovativo, nato dal basso poiché non ci sono comitati scientifici, né direttori artistici: chi ha idee, proposte, contenuti da proporre, può farlo e il festival nasce anche dall'incontro di queste idee.
Si tratta, quindi, di un evento in cui protagonisti dell'informazione, provenienti da tutto il mondo, si incontrano per alcuni giorni con i cittadini, i lettori, gli studenti, i professionisti, in un flusso continuo di idee, scambi, confronti.
Il festival è la prima manifestazione in Italia interamente dedicata al mondo dell'informazione.
Gli incontri del festival si svolgono nei teatri, auditorium e sale per convegni presenti nel centro storico della città perugina. Tra questi, il Teatro Morlacchi, la Sala dei Notari all'interno del palazzo dei Priori.
L’edizione del 2019 conta con oltre 600 speaker e 300 eventi (la maggior parte dei quali con traduzione simultanea) duranti i 5 giorni di festival. Il 49% degli speaker di questa edizione sono donne.
Il festival vede la partecipazione di oltre 200 volontari che giungono letteralmente da tutto il mondo. Per la maggior parte si tratta di ragazzi e ragazze che mettono a disposizione le loro competenze, il loro tempo e la loro energia per assicurare la buona gestione operativa e la buona riuscita dei diversi eventi del festival.

## Edizioni

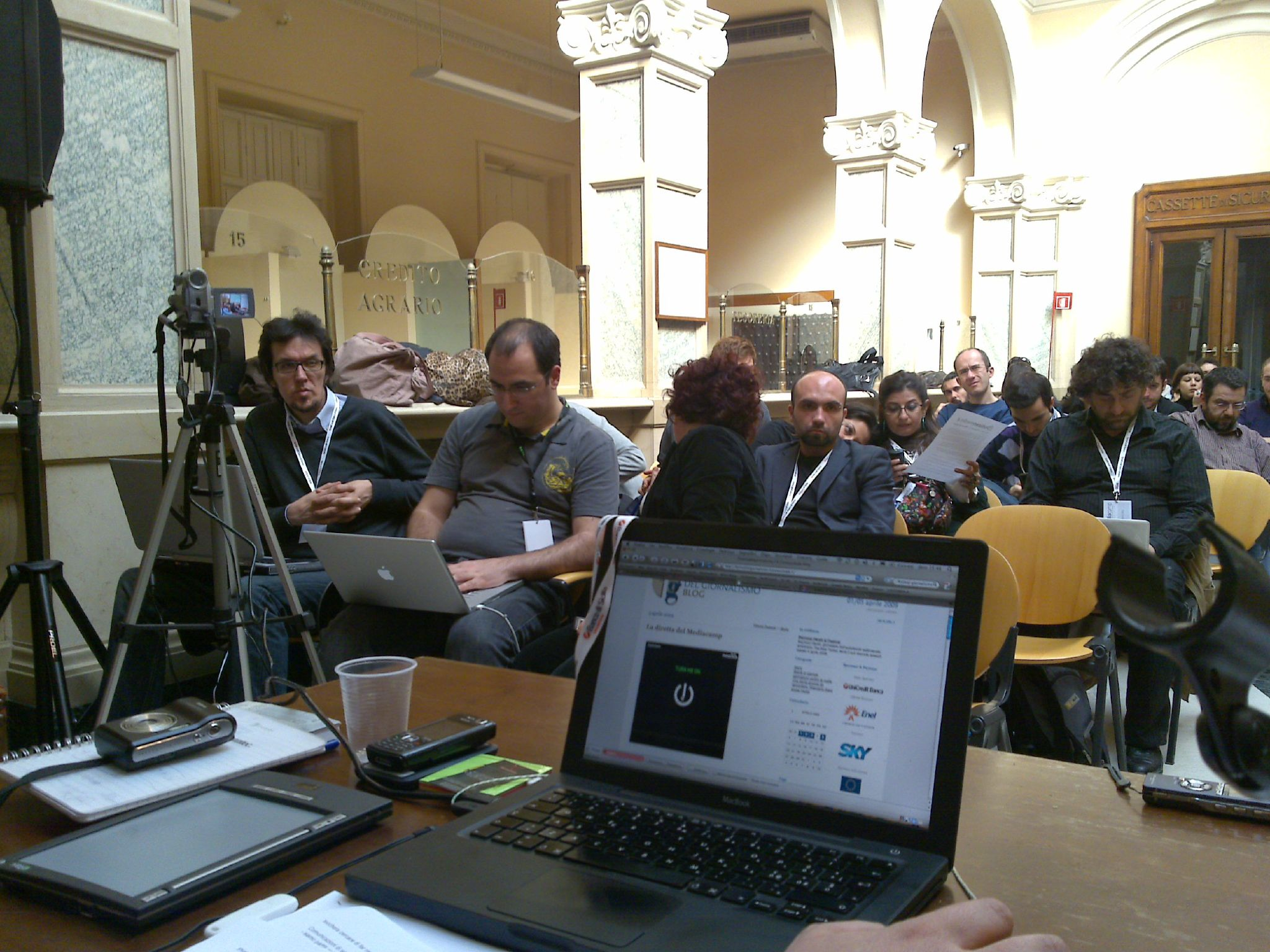
MediaCamp, aprile 2009

### Prima edizione
La prima edizione del festival ha visto la partecipazione di Dennis Redmont, ex presidente di AP Italia, Vin Ray, direttore della Scuola di giornalismo della BBC, Wilfried Ruetten, direttore del Centro europeo di giornalismo di Maastricht, Evan Cornog, in rappresentanza della Scuola di giornalismo della Columbia University di New York, e Innocenzo Cruciani, presidente della Scuola di giornalismo di Perugia. Quest'edizione è stata aperta da una lectio magistralis di Piero Ottone e Sari Nusseibeh.

### Seconda edizione
La seconda edizione è stata salutata da un messaggio del presidente della Repubblica Giorgio Napolitano, il quale ha dichiarato apprezzamento per il ruolo del festival nella promozione di un'informazione libera e indipendente, e l'idea di dedicare un concorso giornalistico alla memoria di Enzo Baldoni, giornalista freelance ucciso in Iraq. L'edizione 2008 è stata quindi introdotta il 9 aprile da una lectio magistralis di Eugenio Scalfari sui temi del giornalismo a cui hanno fatto seguito oltre 50 eventi, tra conferenze, interviste, tavole rotonde, e 150 ospiti provenienti da tutto il mondo. Tra gli ospiti intervenuti da segnalare Carl Bernstein, firma del Washington Post salito alla ribalta per il caso Watergate, Alastair Campbell ex portavoce del primo ministro Tony Blair, ed Ethan Zuckerman, fondatore di Global Voices, celebre portale internazionale di citizen journalism.

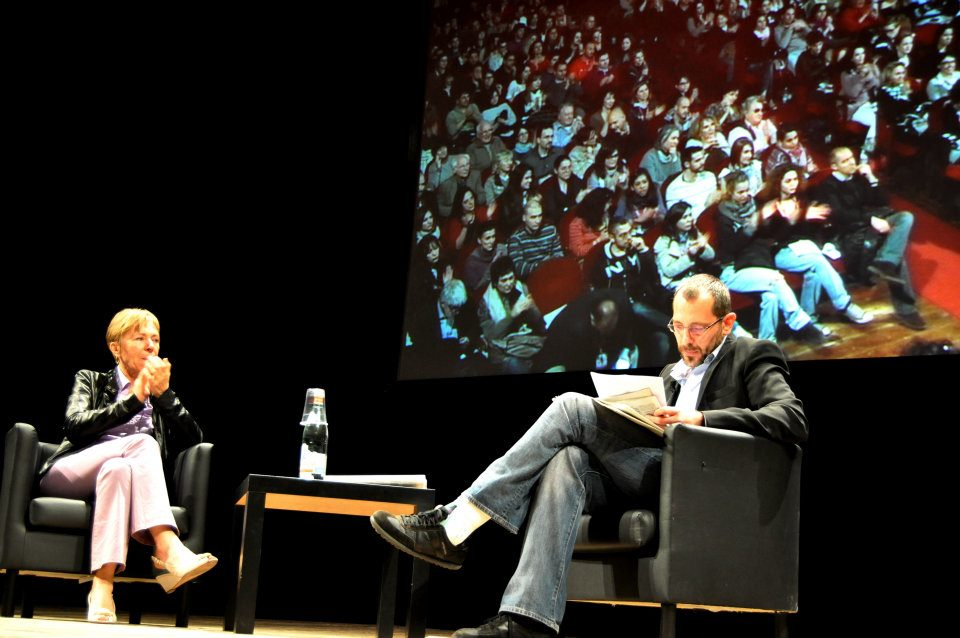
Dibattito con Milena Gabanelli e Corrado Formigli, 2011

### Terza edizione
Durante la terza edizione con il sostegno e l'organizzazione da parte della rappresentanza in Italia della Commissione europea, la European Youth Press è stata tra le protagoniste del festival. Così sei giovani reporter provenienti da Spagna, Francia e Germania, Polonia, Ungheria e Romania hanno partecipato il 3 aprile 2009 ad un dibattito con il presidente del Parlamento europeo, Hans-Gert Pöttering. Tra gli ospiti della terza edizione il premio Pulitzer Seymour Hersh, il direttore di Business Week, John A. Byrne, l'editorialista del Corriere della Sera Sergio Romano, e Jean-François Julliard, segretario di Reporters Sans Frontières. Durante la terza edizione del festival si è tenuto anche un Barcamp, denominato Mediacamp, ed è stato dato ampio risalto ai nuovi media, con la partecipazione straordinaria dei giornalisti di Vanguard della televisione Current.

### Quarta edizione
La quarta edizione si è svolta tra il 21 e il 25 aprile 2010. Tra gli ospiti di quest'edizione si ricordano il premio Nobel per la pace Al Gore e un ancora sconosciuto Julian Assange, fondatore di Wikileaks.

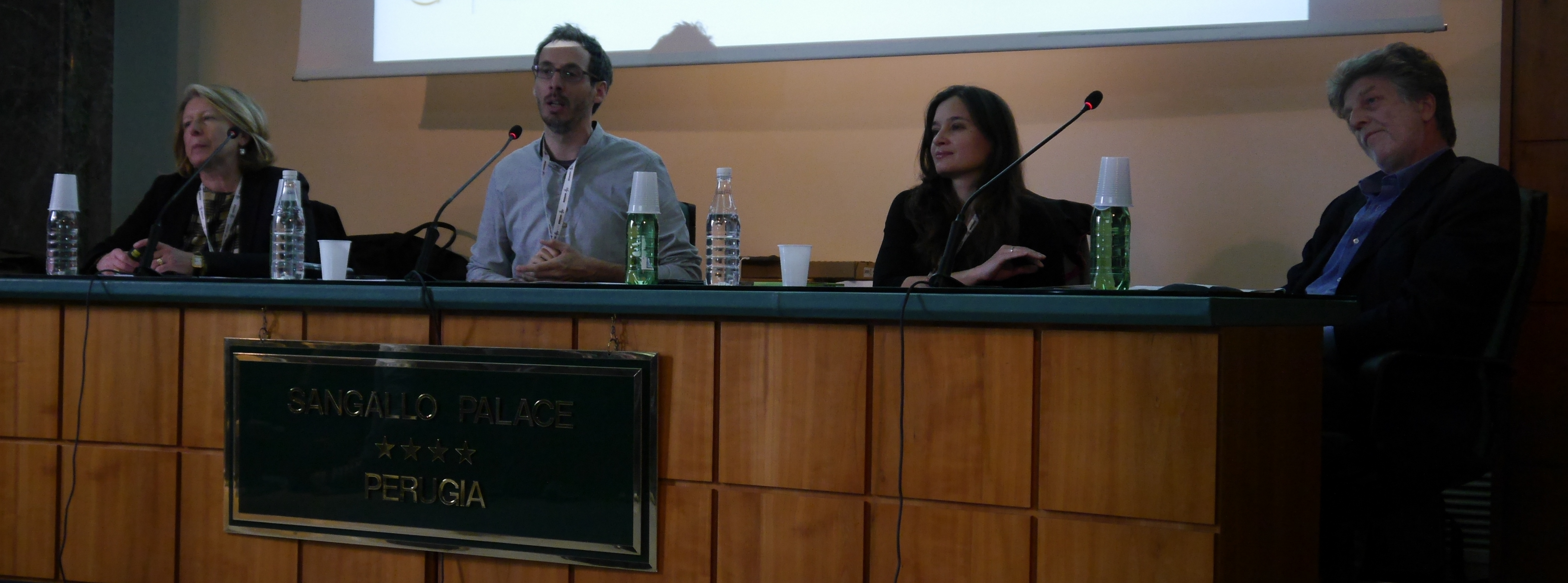
Dibattito sull'Europa con Adriana Cerretelli, Federico Taddia, Ewelina Jelenkowska-Lucà e Dino Pesole, aprile 2015

### Quinta edizione
La quinta edizione si è svolta dal 13 al 17 aprile 2011.

### Sesta edizione
La sesta edizione si è svolta dal 25 al 29 aprile 2012.

### Settima edizione
La settima edizione si è svolta dal 24 al 28 aprile 2013.

### Ottava edizione
L'ottava edizione si è svolta dal 30 aprile al 4 maggio 2014. Inizialmente, il 17 ottobre 2013, la direzione del festival aveva annunciato l'eventualità della chiusura per l'edizione 2014 a causa delle difficoltà nel reperimento dei finanziamenti. Ma successivamente, il 2 novembre 2013, ha invece annunciato che il festival si svolgerà rinunciando ai contributi pubblici e affidandosi al crowdfunding. Il crowdfunding si conclude il 30 gennaio 2014 con successo, con oltre 115.000 euro raccolti, superando quindi l'obiettivo di raccolta di 100.000 euro con 710 singoli contributi..

### Nona edizione
La nona edizione si è svolta dal 15 al 19 aprile 2015.

### Decima edizione
La decima edizione si è svolta dal 6 al 10 aprile 2016.

### Undicesima edizione
L'undicesima edizione si è svolta dal 5 al 9 aprile 2017.

### Dodicesima edizione
La dodicesima edizione si è svolta dal 11 al 15 aprile 2018.

### Tredicesima edizione
La tredicesima edizione si è svolta dal 3 al 7 aprile 2019.

### Quattordicesima edizione
La quattordicesima edizione, che si sarebbe dovuta svolgere dal 1º al 5 aprile 2020, è stata annullata dagli organizzatori a causa della pandemia di coronavirus.

## Concorsi
All'interno del festival sono organizzati diversi concorsi giornalistici.
- Il Concorso giornalistico "Una storia ancora da raccontare", realizzato in collaborazione con l'Associazione Ilaria Alpi[16], è rivolto a studenti universitari, allievi di scuole di giornalismo e giornalisti al di sotto dei 30 anni. Prevede due sezioni: carta stampata e video giornalismo. I lavori sono giudicati da una giuria composta ogni anno da autorevoli nomi del giornalismo. L'edizione del 2007 è stata dedicata ad Ilaria Alpi, le successive ad Enzo Baldoni e Giancarlo Siani. Nel 2012, a Perugia il Premio giornalistico è stato dedicato alla memoria del giornalista Mauro Rostagno, ucciso dalla mafia nel 1988. Era presente anche la figlia Maddalena Rostagno, anche lei giornalista, che con Arianna Ciccone, Enrico Deaglio, Marco Rizzo e Michele Serra, ha fatto parte della giuria del premio[17].
- Il Premio Comunicazione per il Sociale[18], organizzato in collaborazione con l'Agenzia per le ONLUS.
- Il Premio giornalistico "Eretici Digitali": sponsorizzato da Google, ha una dotazione di euro 10.000,00.
- Il Premio giornalistico "Raccontami l'Umbria" istituito dalle Camere di Commercio di Perugia e Terni.
- Il Premio Nazionale Comunicazione, Nuovi Media e Informazione per la Salute istituito dalla Regione Umbria, Direzione Regionale Sanità, coesione sociale e società della conoscenza.

In precedenti edizioni sono stati organizzati altri concorsi.
- Il "Paola Biocca International Reportage Award" è stato dedicato alla memoria di Paola Biocca, giornalista scomparsa il 12 novembre del 1999 mentre coordinava le missioni di emergenza umanitaria del World Food Programme delle Nazioni Unite in Kosovo. Il premio è stato riservato ai giovani professionisti, allievi delle Scuole di Giornalismo e operatori della comunicazione di qualsiasi nazionalità[19].